# پالو (مینه‌سوتا)
پالو (به انگلیسی: Palo) یک منطقهٔ مسکونی در ایالات متحده آمریکا است که در White Township واقع شده‌است. پالو ۳۰ نفر جمعیت دارد و ۴۲۷٫۰۳ متر بالاتر از سطح دریا واقع شده‌است.